# Vườn quốc gia Green Island
Vườn quốc gia Green Island là một vườn quốc gia ở Queensland, Úc.
Vườn quốc gia này là một khu vực được bảo vệ đã tuyên bố trên một khu vực san hô nhỏ (12 ha) mà người địa phương Gungganyji gọi là Dabuukji. Người Gungganyji sử dụng hòn đảo này như là một điểm khởi đầu. 
Nó cách bờ biển 27 km từ Cairns (1394 km về phía tây bắc của Brisbane), Queensland, có thể được truy cập bằng cách chọn lựa những chiếc thuyền rời hàng ngày từ Cairns và được biết đến là hòn đảo quốc gia được truy cập nhiều nhất trong Great Barrier Reef, di sản thế giới.